# 心靈模塊性
心靈模塊性又稱模組心智觀，是一種對心灵的主張，該主張認為至少一部分的心智可能是由先天的神經結構或心智模塊組成的。這樣的結構或模組有著獨特、既定且演化成熟的功能。然而，對於所謂的模塊，目前已有其它人提出相異的定義。根據《心靈模塊性》一書的作者杰里·福多的說法，如果一個系統的功能在某種程度上是由多個維度或單元所組成，即可以認定為「模塊化」。心靈模塊性的一個例子是「綁定」（binding）。當人們感知一個物體時，他們不僅取得了物體的特徵，還取得了可同步或獨立運作、形成一個整體的整合特徵。受試者可能會體驗到一個滾動的紅球，而不會只是看到「紅色」、「圓形」、「塑膠」和「正在行進中」。綁定可能表明心靈是模塊化的，因為心靈感知一件事物需要多個認知過程。 

## 早期调查
從歷史上看，心靈的功能結構問題已區分出兩種不同的「官能本質」理論。第一種理論稱為水平觀點，認為心理過程猶如記憶、想像、判斷和知覺等非領域特定性官能之間的相互作用（以判斷為例，無論指的是知覺經驗上的判斷，還是指概念的或理解過程的判斷，判斷仍然是一種判斷）。第二種理論則可以稱為垂直觀點，因為該理論聲稱，心智官能是以領域特定性來區分，由基因所決定，並且與確切的神經結構有關，能夠獨立自主地計算。 
垂直版本的心靈功能結構理論可以追溯到19世纪，弗朗兹·约瑟夫·加尔開啟了颅相学运动。加爾声称，各個心理能力可以精確地聯繫在一起，以一對一的方式對應到大腦特定的生理區域。因此，舉例來說，從某人的後頂葉上一個特殊腫塊的大小，我們有可能藉此“讀出”這個人的智力程度，而自上个世纪以来，這種簡單的模塊性觀點已被證明有誤。

## 福多的心靈模塊性
1980年代，尽管没有精确的生理定位性概念，杰里·福多仍復興了心靈模塊性的想法。诺姆·乔姆斯基的語言習得裝置和其他语言学成果，以及心靈哲学和視錯覺的启示，都是福多汲取灵感的來源。1983年，他發表《心靈模塊性》一書，成為了該思想的主要支持者。
据福多的说法，模塊的概念介於行為主義和認知主義對「低層次歷程」的觀點之間。 
行为主义者試圖以「反射」來代替心靈，福多稱反射為「膠封性」以及「非推理性」。「膠封性」意指「認知不可穿透性」，或是指不受其他認知領域的影響；「非推理性」則是指不用補充資訊而能直達。由於低層次歷程具有推理性，因此低層次歷程與反射並不相同。這可以透過刺激貧乏論證來證明，在該論證中，最初由大腦接收的最鄰近刺激（例如視網膜接收的二維圖像）無法解釋最終輸出（例如，我們對世界的三維知覺），因此需要某種形式的計算。 
與行為主義不同，認知主義者則认为低層次歷程與高層次歷程相連，具有「推理性」和「認知可穿透性」（亦即，會受其他認知領域的影响，例如信念）。在某些情況下，後者已被證明是不正確的。舉例來說，就算是人們意识到了許多視錯覺的存在（例如米勒-莱尔错觉），这种錯覺仍会持续產生。这表明其他领域，包括一个人的信念，不能影响这样的歷程。 
福多得出了这样的结论：低層次歷程有著像是高層次歷程的推理性歷程，并且与反射一樣，具有膠封性。 
福多在《心靈模塊性》中主张，「低層次」认知过程具有模塊性，但他也认为高層次认知过程不是模块化的，因为它们具有不同的性质。在這議題上，其著作《心靈不是那樣工作的》是對史蒂文·平克的《心灵如何运作》一書的回应。 
福多（1983）指出，模块性系统必须（至少在「一定程度上」）满足某些属性： 
1. 领域特定性：模塊只對特定類型的輸入進行操作，它們是專門的
2. 訊息膠封性：模块无需涉及其他心理系统即可操作
3. 强制触发性：會以强制方式使模块处理刺激
4. 快捷：可能是由于它们是膠封的（因此只需要查询受限的資料庫）和强制的（在決定是否處理輸入時不需要浪費時間）
5. 浅输出：模块的输出非常简单
6. 可觸接性（accessibility）有限
7. 典型的個體發生學：有著规律的发展
8. 固定的神经結構。
9. 有其特性及特定的故障模式。[4]

派利夏恩（Pylyshyn）（1999）认为，虽然这些属性倾向于伴隨模块出现，但訊息膠封性才是顯著地作為模块的一种真正標誌。亦即，訊息膠封性會将模块中的處理歷程封装起来，使其不受到认知的影响和觸接。例如，即使意识到米勒-莱尔错觉是一种幻觉也無法對视觉处理進行纠正。

## 演化心理学和大量模块性
其他模块性观点則来自演化心理学，特别是勒達·科斯米德斯和約翰·托比的成果。这种观点表明，模块是根据天擇的压力发展而成的心理处理单元。根据这种观点，早期自然选择塑造了现代人类，现代人类的许多心理活动都源于早期人类演化的適應結果。 
演化心理学家提出，心靈是由心靈演算法或计算模块所组成，受到遗传影响，且為领域特定的，旨在解决过去特定的演化问题。科斯米德斯和托比也在他們的網站上寫了一個簡短的「入門」说明，「……大脑是一个物理系统。功能就像计算机一樣」，「……大脑的功能是处理訊息」，「不同的神经回路专门用于解决不同的适应性问题」，以及「我们的现代头骨保存著石器时代的心靈。」 
「模块」的定义引發了混淆和争议。福多最初将模块定义为，具有九种特徵的「特定功能的认知系统」，但不一定要同时滿足所有特徵。在他的觀點中，模块可以在外圍的歷程（例如低層次视觉歷程）中找到，但無法在中央歷程中找到。后来，他將模块縮減到必要的两種特徵「領域特定性」和「訊息膠封性」。Frankenhuis和Ploeger則写道，领域特定性意味着「特定的認知機制只接受或專門處理特定類別的訊息」。訊息膠封性意味着「模块中的訊息处理不会受到大脑其他部位訊息的影响。」訊息膠封性的一个例子是，意识到由低層次歷程引起的某种光学错觉是虛假的，但我們并不能防止该错觉持续存在。
演化心理学家通常將模块定义为「功能特定的认知系统」，这些系统是领域特定的，並且可能包含著與所处理訊息的类别有关的先天知识。模块也可以在中央歷程中找到。该理论有时被称为「大量模块性」。
在2010年，演化心理学家Confer等人发表了评论，提出领域通用理论（以「理性」為例）存在以下几个问题： 
1. 演化理論使用了許多領域特定的適應性之想法，產生了可检验的預測，這些預測已由經驗證實，而领域通用理论並沒有產生這樣的預測或證實。
2. 諸如因不忠行為所引起的醋意之類的響應，響應速度之快，表明了模塊為領域特定的，而非對不忠结果進行全面、深思熟慮、理性的計算。
3. 即使一個人從未學過相關知識，也可能產生本能上的反應（符合先天知識）。舉例來說，在祖先的環境中，雄性不太可能在發育過程中得知不忠（通常是秘密），這可能會導致父親是不確定的（透過觀察出生的孩子在數月後的外表型，並根據與被出軌的父親在外表型的差異，來得出統計結論）[10]

至於通用目標的问题解决機制，傑羅姆·巴考、科斯米德斯和托比（1992）在《适应的思想：演化心理学》和《文化的产生》中提出，由于框架问题，我們不可能建立纯粹的通用问题解决机制。柯隆（Clune）等人认为（2013年），對神經網路演化的電腦模擬表明了演化出模塊性的原因，這是因為與非模塊化網路相比，其連接成本更低。
包括研究演化框架的心理学家在内，幾位批评家认为，大量模块性理论几乎无法解释適應性心理的特性。其他心智模型支持者則认为，心靈计算理论在解釋人類行為方面，並不比完全把心靈當作環境產出的理論更好。甚至在演化心理学領域中，也有對於模块化程度的讨论，指出模块化程度可以是一些通用模塊，也可以是多個高度特定的模塊。還有其他批评家认为，除了華生選擇任務之外，领域特定理论的经验證據過於缺乏，任務的批評狀態的範圍也過於侷限，無法測試出推理的所有相關方面。此外，批评家也认为，科斯米德斯和托比的结论包含一些推论性错误，并且使用了未经检验的演化假设来消除關於推理的竞争理论。
華萊士（Wallace）（2010）观察到，演化心理学家对「心智」的定义已大幅受到认知主义和訊息处理的影响。批评者指出，這些根據演化心理學的假設所作的臆测有所爭議，并遭到了一些心理学家、哲学家和神经科学家的质疑。例如，情感神经科学家潘克沙普（Jaak Panksepp）指出「在人脑之中，尤其是在发育的時候，大脑新皮层的可塑性非常強」，并指出「古時候特定用途的回路與近代通用大腦機制之間的發展互動，可以產生許多演化心理學裡所提到的『具有模塊性的人類能力』。」
哲学家大卫·布勒（David Buller）同意以下普遍论点，即人的思维會随着时间的推移而演化，但不同意演化心理学家提出的特定主张。他认为，「心智是由數千個模塊組成，其中包括了性二態的嫉妒模塊和親代投資模塊」无法得到现有的经验证据的支持。他认为「模块」是大脑发育可塑性的结果，它們是對局部條件的適應性反應，而不是對过去的演化环境的適應性反應。但是，布勒还指出，即使大量模块性是错误的，这也不見得会对演化心理学产生广泛的影响。即使没有先天知识，演化也可能产生出先天动机。
与模块化的心理结构相反，一些理论提出了领域通用处理的想法，該理论認為，心理活动分布於整个大脑中，甚至不能抽象地分解为独立单元。威廉·乌塔尔（William Uttal）是这种观点的坚定捍卫者，他在《新顱相學》（The New Phrenology（2003））中指出，试图在大脑中定位认知过程的嘗試都存在着严重的哲学、理论和方法问题。其部分論點認為目前尚未發展出成功的心理歷程分类法。 
梅林·唐纳德（Merlin Donald）认为，在演化的過程中，心靈成为了通用問題解決器，从而获得了适应性优势。正如唐纳德所述，除了近期发展的「领域通用机制」外，心靈还包括类似模块的「中央机制」。 

## 进一步阅读
- Barrett, H. Clark; Kurzban, Robert. . Psychological Review. 2006, 113 (3): 628–647. ISSN 1939-1471. doi:10.1037/0033-295x.113.3.628.
- Pylyshyn, Zenon W. . Place of publication not identified: publisher not identified. 2021-10-06  [2021-10-06]. ISBN 978-0-262-28199-7. OCLC 956661452. （原始内容存档于2021-10-06） （英语）.
- Griffin, Donald R. . Chicago: University of Chicago Press. 2001  [2021-10-06]. ISBN 978-0-226-30865-4. OCLC 44425362. （原始内容存档于2021-10-06） （英语）.
- Shallice, Tim; Cooper, Richard P. . Oxford; New York: Oxford University Press. 2011  [2021-10-06]. ISBN 978-0-19-957924-2. OCLC 821168213. （原始内容存档于2021-10-06） （英语）.

## 线上影片
- RSA talk （页面存档备份，存于） by evolutionary psychologist Robert Kurzban on  modularity of mind, based on his book, Why Everyone (Else) is a Hypocrite
- Stone Age Minds: A conversation with evolutionary psychologists Leda Cosmides and John Tooby（页面存档备份，存于）
- Video of a computer simulation of the evolution of modularity in neural nets.